# Candonidae
Famille
Les Candonidae sont une famille de crustacés de la classe des ostracodes, de la sous-classe des Podocopa, de l'ordre des Podocopida, du sous-ordre des Cypridocopina et de la super-famille des Cypridoidea.

## Liste des sous-taxons
- sous-famille Candoninae Kaufmann, 1900
- sous-famille Cyclocypridinae Kaufmann, 1900
- sous-famille Paracypridinae Sars, 1923
- genre Aglaiocypris Sylvester-Bradley, 1947
- genre Fabaeformiscandona Krstić, 1972
- genre Lineocypris Zalanyi, 1929